# ペトリーナ (小惑星)
ペトリーナ (482 Petrina) は小惑星帯に位置する小惑星。1902年3月3日、マックス・ヴォルフ がハイデルベルク天文台で発見した。
ペトリーナというのは「ペーター」に相当するラテン語「ペトルス」の女性形であり、発見者の愛犬の名に由来する。